# Głuszczenki
Głuszczenki (ros. Глущенки) – wieś (ros. деревня, trb. dieriewnia) w zachodniej Rosji, w osiedlu wiejskim Gniozdowskoje rejonu smoleńskiego w obwodzie smoleńskim.

## Geografia
Miejscowość położona jest w dorzeczu Dniepru, 2 km od przystanku kolejowego Dacznaja-2 i 3 km od stacji kolejowej Gniezdowo, przy drodze federalnej R120 (Orzeł – Briańsk – Smoleńsk – Witebsk), 7 km od drogi magistralnej M1 «Białoruś», 2 km od centrum administracyjnego osiedla wiejskiego (Nowyje Batieki), 11 km na zachód od Smoleńska.
W granicach miejscowości znajdują się ulice: 1-ja Piesocznaja, 2-ja Piesocznaja, 3-ja Piesocznaja, Cwietocznaja, Sosnowaja, Tabornaja.

## Demografia
W 2010 r. miejscowość liczyła sobie 232 mieszkańców.